# Oh Boy (2012)
Oh Boy ist ein deutscher Spielfilm des Regisseurs Jan-Ole Gerster aus dem Jahr 2012. Die schwarz-weiß gefilmte und mit Jazzmusik unterlegte Tragikomödie handelt von einem ziellosen Berliner Ex-Studenten (dargestellt von Tom Schilling), der sich einen Tag und eine Nacht durch die deutsche Hauptstadt treiben lässt und dabei unterschiedlichsten Menschen begegnet. Der Film wurde mehrfach ausgezeichnet und erhielt 2013 den Deutschen Filmpreis in sechs Kategorien, unter anderem als bester Spielfilm.

## Handlung
Der Berliner Endzwanziger Niko hat vor bereits zwei Jahren sein Jurastudium abgebrochen und lebt seitdem in den Tag hinein. Der Film, der an nur einem einzigen Tag spielt (vom Morgen des ersten Tages bis zum nächsten Morgen), verzichtet weitgehend auf eine Erzählhandlung und zeigt in episodenhaften Szenen, wie Niko vor der Kulisse Berlins ziellos durch die Stadt treibt und dabei mit teils komischen, teils tragischen Situationen konfrontiert wird. 
Er trifft auf einige sehr unterschiedliche Menschen: seinen Vater, der ihm den Geldhahn zudreht; den gescheiterten Schauspieler und Lebenskünstler Matze; seinen einsamen und verzweifelten Nachbarn Karl Speckenbach; einen schikanösen Psychologen, der ihm seine entzogene Fahrerlaubnis nicht neuerteilt; seine ehemalige Mitschülerin Julika, die nach vielen Jahren immer noch gegen die seelischen Verletzungen ihrer Kindheit kämpft; betrunkene Halbstarke, die ihm die Nase blutig schlagen, und spät in der Nacht einen geheimnisvollen alten Mann, der aus seiner Kindheit während der Zeit des Nationalsozialismus erzählt und im Verlauf der Nacht im Krankenhaus stirbt.
Am Anfang des Filmes wird dem Protagonisten beim Aufstehen ein Kaffee angeboten, den er ausschlägt. Als Running Gag versucht er den ganzen restlichen Film (insgesamt sieben Mal) vergeblich, eine Tasse Kaffee zu trinken, was ihm am Ende schließlich gelingt.

## Hintergrund
Oh Boy ist Gersters Abschlussarbeit an der Deutschen Film- und Fernsehakademie Berlin. Der Film wurde vom 7. Juni bis 10. Juli 2010 in Berlin gedreht und hatte ein Budget von etwa 300.000 Euro. Der Film kam am 1. November 2012 im X Verleih in die deutschen Kinos und wurde dort von über 350.000 Zuschauern gesehen.

## Kritik
„‚Oh Boy‘ beschreibt zärtlich das Chaos eines städtischen und eines entsprechenden inneren Lebens und führt den Beweis, dass es eigentlich nur durch montierte Filmbilder zu einer Ordnung finden kann, die Sinn hat.“

„Jan Ole Gerster hat ein Talent dafür, Situationen zu erfinden, in denen er sein Gefühl dafür, was Berlin heute ausmacht, ins Komische drehen kann.“

„Es stimmt alles: von der schwäbischen Latte-Macchiato-Verkäuferin über den verbitterten Off-Theater-Regisseur bis zum exzellenten Schilling. Voller urkomischer Dialoge und poetischer Momentaufnahmen der urbanen Lebenswirklichkeit.“

„Tom Schilling ist der eine Hauptdarsteller, der andere ist die Großstadt. Der Film ist das teils komische, teils beklemmende Porträt einer Berliner Gesellschaft, in der ein unglaublich ruppiger Ton herrscht, eine allgemeine Distanz- und Respektlosigkeit, die jederzeit ins Extreme umschlagen kann, manchmal auch in Gewalt.“

„Wie Niko flaniert auch der Film durch Berlin, wobei die verschiedenen Episoden sehr ausgewogen zwischen Stimmungsbild und Satire, Tragik und Komik, Alltäglichem und Zuspitzungen balancieren. Allein schon dadurch, dass Jan Ole Gerster die Hauptstadt abseits schicker Vorzeige- und Hotspot-Kulissen ins Bild rückt, avanciert sein Film auch zu einem waschechten Berlin-Film.“

„Episodenhaft strukturierte melancholische Komödie, die mal mit perfekt getimten Sketchen, mal mit pointenreichem Dialogwitz unterhält. In der Hauptrolle souverän gespielt, gewinnt der schwarz-weiß fotografierte, mit effektvoller "cooler" Jazz-Musik unterlegte Film eine traumhafte und streng stilisierte Qualität.“

## Auszeichnungen
- 2012: Förderpreis Neues Deutsches Kino in der Kategorie Drehbuch beim Filmfest München an Jan-Ole Gerster
- 2012: German Independence Award – Bester Deutscher Film beim Internationalen Filmfest Oldenburg an Jan-Ole Gerster
- 2012: German Independence Award – Publikumspreis beim Internationalen Filmfest Oldenburg an Jan-Ole Gerster
- 2012: Seymour Cassel Award beim Internationalen Filmfest Oldenburg an Tom Schilling
- 2012: Best Director Award beim International Film Festival Bratislava an Jan-Ole Gerster
- 2012: FIPRESCI Award beim International Film Festival Bratislava
- 2012: FEDEORA Award beim International Film Festival Bratislava
- 2012: Bayerischer Filmpreis in der Kategorie Darsteller an Tom Schilling
- 2012: Bayerischer Filmpreis in der Kategorie Drehbuch an Jan-Ole Gerster
- 2012: Preis der deutschen Filmkritik in der Kategorie Bestes Spielfilmdebüt
- 2012: Preis der deutschen Filmkritik in der Kategorie Beste Musik an The Major Minors und Cherilyn MacNeil
- 2013: Focusfox Grand Prix Award beim Sofia International Film Festival
- 2013: Romy in der Kategorie Bestes Buch Kinofilm an Jan-Ole Gerster
- 2013: New Faces Award in der Kategorie Bester Debütfilm an Jan-Ole Gerster
- 2013: Deutscher Filmpreis in der Kategorie Bester Spielfilm in Gold
- 2013: Deutscher Filmpreis in der Kategorie Bestes Drehbuch an Jan-Ole Gerster
- 2013: Deutscher Filmpreis in der Kategorie Beste Regie an Jan-Ole Gerster
- 2013: Deutscher Filmpreis in der Kategorie Beste darstellerische Leistung – männliche Hauptrolle an Tom Schilling
- 2013: Deutscher Filmpreis in der Kategorie Beste darstellerische Leistung – männliche Nebenrolle an Michael Gwisdek
- 2013: Deutscher Filmpreis in der Kategorie Beste Filmmusik an The Major Minors und Cherilyn MacNeil
- 2013: Europäischer Filmpreis in der Kategorie Bester Nachwuchsfilm

## Theateradaption
Seit August 2020 gibt es eine Theateradaption im Verlag der Autoren, die mit nur sechs Darstellern in 32 Rollen auf der Bühne gespielt werden kann. Diese Bühnenfassung stammt von dem deutschen Schauspieler und Autor Klaus Krückemeyer. Die Uraufführung findet am Freitag, dem 13. März 2026, um 19:30 Uhr im Theater Paderborn, Großes Haus, statt.